# Nationaal park Elsey
Het Nationaal park Elsey (Engels: Elsey National Park) is een Australisch nationaal park in het Noordelijk Territorium nabij Mataranka. Het park werd opgericht in 1991 en het is 138 km² groot.

## Warmwaterbronnen
Het Nationaal park Elsey is bekend om zijn warmwaterbronnen, de zwavelhoudende Rainbow Springs. In de Mataranka Thermal Pools kunnen bezoekers zwemmen. De bronnen hebben een min of meer constante temperatuur van 34° Celsius.

## Fauna
De opvallendste bewoners van Elsey zijn de zandwallaby's (Notamacropus agilis). De avifauna wordt vertegenwoordigd door onder meer de grote geelkuifkaketoe (Cacactua galerita) en de zeldzame rosse havik (Erythrotriorchis radiatus). In de rivieren de Waterhouse en de Roper leven zoetwaterkrokodillen (Crocodylus johnstoni). De kleine rode vleerhond (Pteropus scapulatus) bezoekt het park in het regenseizoen vanaf oktober.